# Winston Reid
Winston Wiremu Reid (født 3. juli 1988 i Takapuna, New Zealand) er en dansk-newzealandsk fodboldspiller, der senest spillede for den engelske klub West Ham United.
Han valgte i forbindelse med VM 2010 i Sydafrika at fravælge det danske landshold, og valgte at optræde for New Zealand i stedet for.

## Karriere

### Klubkarriere
Winston Reid underskrev som 17-årig en ungdomskontrakt med SUB Sønderborg, inden han fortsatte med at spille ungdomsfodbold for Superligaklubben FC Midtjylland.  Han var en af de første spillere, der dimitterede fra FC Midtjyllands fodboldakademi. Han kom gennem akademiet sammen med blandt andre holdkammeraterne Jesper Weinkouff, Christian Sivebæk og Simon Kjær. Mens Winston Reid kom gennem foldboldakademiet, hjalp han klubbens U19-hold med at vinde deres første U19-danske mesterskab i 2005. Samme år fik han sin debut i SAS-ligaen – på det tidspunkt var Reid kun 17 år. Han repræsenterede FC Midtjylland i alt 99 gange og står noteret for 4 mål for klubben. I 2010 skiftede han til West Ham United i Premier League.

### Landsholdskarriere
Winston Reid, der har newzealandske forældre, flyttede med sin mor til Danmark som tiårig og fik i december 2006 dansk statsborgerskab. Han debuterede på det danske U19-landshold i februar 2007, men efter at have repræsenteret Danmark i 15 ungdomslandskampe bestemte Reid sig i marts 2010 for at repræsentere sit fødeland, New Zealand. Han kom efterfølgende med holdet til VM-slutrunden i 2010 i Sydafrika. Her spillede han hele kampen i holdets første optræden 15. juni 2010 og fik kraftig indflydelse på, at New Zealand opnåede sit første point nogensinde i en VM-slutrunde, idet han i kampens overtid scorede til 1-1 for New Zealand mod Slovakiet.
Reid blev udtaget for New Zealand, der havde kvalificeret sig til OL 2020 (afholdt i 2021) i Tokyo, og han spillede hele kampen mod Sydkorea, som New Zealand vandt 1-0. I anden kamp, mod Honduras, blev han skadet kort inde i kampen og blev skiftet ud, hvorpå han ikke fik spilletid i sidste puljekamp mod Rumænien. New Zealand blev nummer to i puljen og var dermed i kvartfinalen. Her mødte holdet Japan, og Reid var igen med fra start, men blev skiftet ud i begyndelsen af anden halvleg. New Zealand tabte efter straffesparkskonkurrence og var ude af turneringen.